# Artes de México
Artes de México es una revista cultural especializada de México. Fue fundada en 1953 por el promotor cultural Miguel Salas Anzures, y refundada en 1988, luego de 7 años de ausencia por Alberto Ruy Sánchez y un grupo de socios. Se caracteriza por editar volúmenes temáticos (un solo tema en cada número) sobre las creaciones más características de la diversidad cultural de México. Combina textos de divulgación y textos especializados, en una edición de altísima calidad de diseño e impresión. Cada número de la nueva época, desde 1988, se edita en español  y en inglés. 

## Historia. Primera época.
El promotor cultural Miguel Salas Anzures, fundador posteriormente del Museo de Arte Moderno de la Ciudad de México, acompañó la presentación de la exposición retrospectiva Veinte siglos de arte mexicano en el Museo del Palacio de Bellas Artes en 1953, con el primer número de Artes de México. El concepto visual de la revista, por recomendación del ilustrador Miguel Prieto, corrió a cargo de Vicente Rojo, quien por entonces comenzaba su carrera y que se convirtió en cofundador de la publicación. Salas y Rojo tomaron como principal fuente de inspiración la revista de arte Du, editada en Suiza. El primer número de Artes de México apareció editado como órgano de difusión de la Liga de Escritores y Artistas Revolucionarios. A partir del segundo número la publicación pasó a ser una revista independiente. Luego del fallecimiento de Miguel Salas Anzures en 1966, y de pasar por distintas administraciones, la revista vio su fin en 1981.

## Historia. Nueva época
A finales de 1987, un suscriptor, con el entusiasmo de volverla a recibir compró la marca al productor cinematográfico Manuel Barbachano Ponce, que era entonces su propietario.  El proyecto de reeditar la revista se concretó al año siguiente con un consejo de administración encabezado por Fernando Chávez Roa, y con Gonzalo Garita Arizmendi, Larry Levin, Francisco Trouyet, Alejandro Palma y más adelante José Guamas Torruco. La dirección editorial y empresarial de la nueva época, desde 1988, quedaría a cargo de un editor y escritor, que desde el comienzo fue también socio del proyecto, Alberto Ruy Sánchez. A partir de 1993, ese primer grupo de socios entró en crisis y con la ayuda de un ingeniero financiero francés, gran amante de México y de su cultura, Jacques Pontvianne, la empresa fue vendida y luego comprada por un nuevo grupo de accionistas que incluyó a Alberto Ruy Sánchez, Margarita De Orellana, Teresa Vergara, Jorge Vértiz, Bruno Newman, Pedro y Michelle Leites (relevados después por Luis López Morton), Rocío González, Octavio Gómez y Gómez, María Eugenia De Orellana, Olga De Orellana, Víctor Acuña y Armando Colina, Cristina Brittinham, Mita Castglioni de Aparicio, Abel Quezada, Imprenta Refosa (después Quadgraphics), José Terán, Marie Hélène y Jacques  Pontvianne. Todos invirtieron bajo una cláusula principal que dice."Este es un proyecto cultural, que buscará crecer y ser independiente, pero si usted quiere retirar dividendos invierta en otra cosa". A partir de ese año Margarita De Orellana figura como codirectora de la editorial. Además de la revista, Artes de México comenzó a publicar libros. Ambos directores escribieron: "Mientras algunas mentes han querido reducir al México profundo a su memorial de agravios, o a una visión ilusa o estereotípica, muy folclorizante, en Artes de México siempre hemos creído que es posible pensar y mejorar a México desde una manera más sutil de pensarlo, de interrogar su pasado y su futuro". Adriana Malvido vio así esta labor: "La calidad de sus publicaciones permite una inmersión profunda en la gran diversidad de las más interesantes expresiones culturales de nuestro país, desde el arte popular que es su más clara vocación, hasta el cine, la fotografía, la arquitectura..."
Al cumplir treinta años de esta segunda época, a finales de 2018, la editorial había publicado a más de 1000 artistas, 400 fotógrafos, a más de 1200 autores y había puesto en circulación y vendido más de siete millones y medio de ejemplares en diez colecciones de libros y revistas. Había recibido hasta entonces 170 premios nacionales e internacionales al arte editorial. Había realizado 50 exposiciones de arte relacionadas con los temas de Artes de México, presentadas en 20 países. De Orellana declaró a Xavier Quirarte, del diario Milenio: "Este proyecto editorial es como una “enciclopedia de las culturas de México”, cuyo contenido va del cine clásico a la lucha libre, del culto a la muerte a la cocina tradicional, de las plantas sagradas al chamanismo, de los tarahumaras al juguete tradicional, de las culturas primigenias a los textiles, por citar algunos de los temas de sus 130 números, muchos de ellos reeditados."

### Editorial:Colecciones
Artes de México es ahora una editorial con diez colecciones de libros. Entre ellas una dedicada a la fotografía, Luz Portátil, otra dedicada a la literatura infantil y juvenil, Libros del Alba.

## Diseño

### TipografíaLectura
Dado el concepto de la revista como un producto muy visual, pero de lectura fundamental por la calidad y novedad de sus contenidos, solicitó una nueva familia tipográfica al diseñador gráfico y tipógrafo Leonardo Vázquez Conde, quien creó Lectura, pensada para la facilidad de lectura óptima de las letras.